# Villedieu-le-Château
Villedieu-le-Château est une petite commune de France située à la pointe nord-ouest du département de Loir-et-Cher, en région Centre-Val de Loire.
La commune fait partie de la petite région agricole « la Gâtine tourangelle », constituée de plateaux séparés par des vallées souvent étroites. Elle est drainée par la Rère, les Lacs Plats, le Rouaire, les Forges, les Gaz, le Saint Joseph et par divers petits cours d'eau.
L'occupation des sols est marquée par l'importance des espaces agricoles et naturels qui occupent la quasi-totalité du territoire communal. Un espace naturel d'intérêt est présent sur la commune : une zone naturelle d'intérêt écologique, faunistique et floristique (ZNIEFF). En 2010, l'orientation technico-économique de l'agriculture sur la commune est la culture des céréales et des oléoprotéagineux. À l'instar du département qui a vu disparaître le quart de ses exploitations en dix ans, le nombre d'exploitations agricoles a fortement diminué, passant de 19 en 1988, à 27 en 2000, puis à 22 en 2010.
Ses habitants se nomment les Casthéopolitains.

## Géographie

### Localisation et communes limitrophes
La commune de Villedieu-le-Château se trouve au nord-ouest du département de Loir-et-Cher, dans la petite région agricole de la Gâtine tourangelle,. À vol d'oiseau, elle se situe à 53 km  de Blois, préfecture du département, à 32,4 km de Vendôme, sous-préfecture, et à 16,5 km de Montoire-sur-le-Loir, chef-lieu du canton de Montoire-sur-le-Loir dont dépend la commune depuis 2015. La commune fait en outre partie du bassin de vie de La Chartre-sur-le-Loir.
Les communes les plus proches sont : 
Tréhet (2,4 km), Ruillé-sur-Loir (4,2 km, 72), Couture-sur-Loir (4,7 km), Poncé-sur-le-Loir (4,9 km, 72), La Chartre-sur-le-Loir (5,5 km, 72), Les Essarts (5,7 km), Montrouveau (6 km), Épeigné-sur-Dême (6,2 km, 37) et Beaumont-sur-Dême (6,4 km, 72).

### Paysages et relief
Dans le cadre de la Convention européenne du paysage, adoptée le 20 octobre 2000 et entrée en vigueur en France le 1er juillet 2006, un atlas des paysages de Loir-et-Cher a été élaboré en 2010 par le CAUE de Loir-et-Cher, en collaboration avec la DIREN Centre (devenue DREAL en 2011), partenaire financier. Les paysages du département s'organisent ainsi en huit grands ensembles et 25 unités de paysage,. La commune fait partie de l'unité de paysage des « confins de la Gâtine Tourangelle et du Loir », au sein de l'ensemble de paysage « les confins de la Touraine».
Les confins de la Gâtine Tourangelle et du Loir sont constitués par un relief de plateau sillonné de vallées. Des petites rivières creusent le calcaire sous-jacent et font apparaître des coteaux alternativement raides et boisés ou souples et cultivés. Cette morphologie contrastée produit des paysages complexes, étroitement liés au relief et à l'eau : les éléments constitutifs du paysage - l'agriculture, les boisements, les villes et les villages – s'adaptent précisément aux conditions diversifiées des milieux et apportent toute leur richesse aux confins nords de la Gâtine : zones humides, coteaux calcaires pentus, langues de terres aplanies, souples sommets de pentes.
L'altitude du territoire communal varie de 60 mètres à 133 mètres,.

### Hydrographie

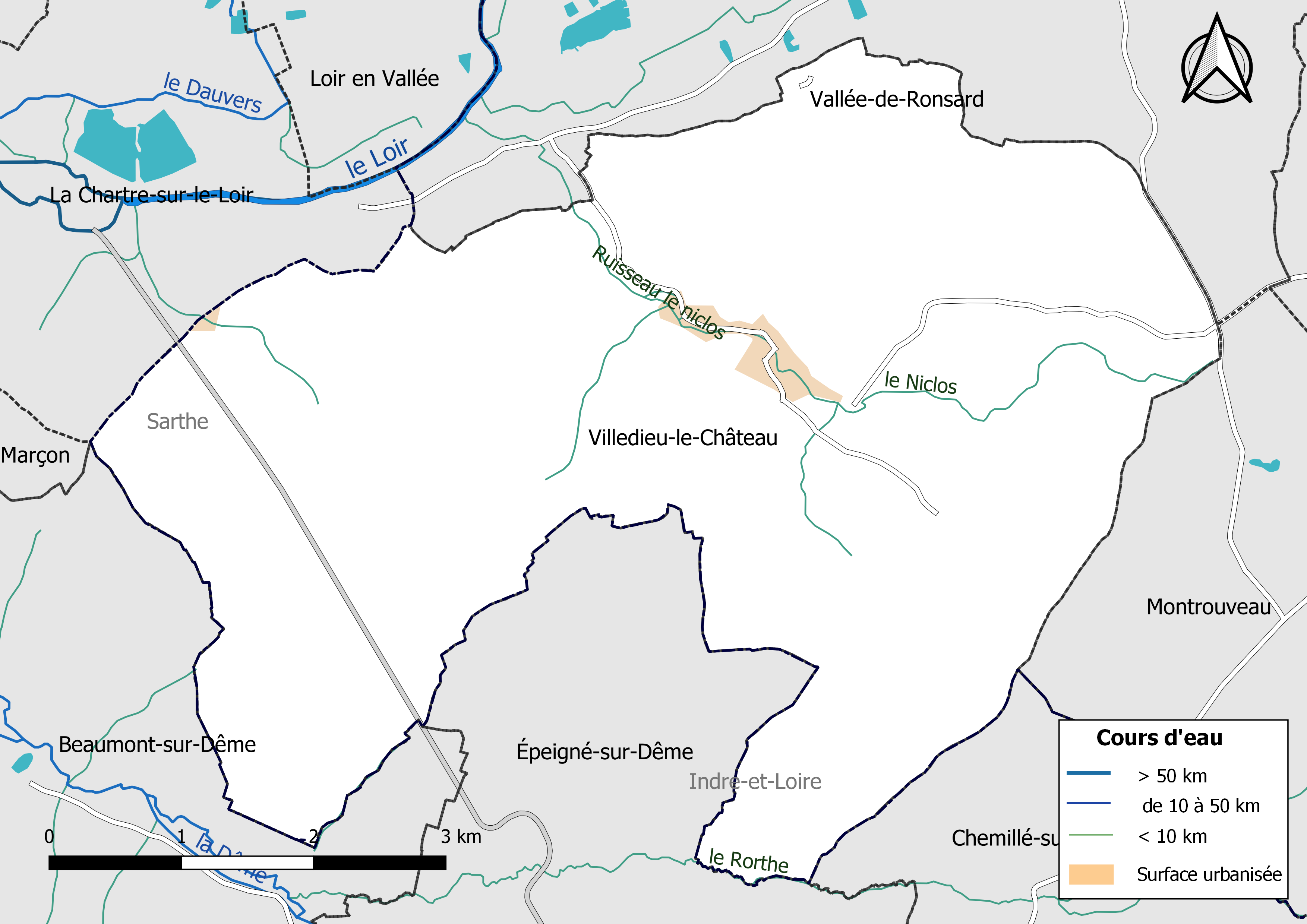
Réseau hydrographique de Villedieu-le-Château.

La commune est drainée par le Niclos, le Rorthe et par divers petits cours d'eau, constituant un réseau hydrographique de 12,38 km de longueur totale.

### Climat
Pour des articles plus généraux, voir Climat du Centre-Val de Loire et Climat de Loir-et-Cher.
En 2010, le climat de la commune est de type climat océanique dégradé des plaines du Centre et du Nord, selon une étude du CNRS s'appuyant sur une série de données couvrant la période 1971-2000. En 2020, Météo-France publie une typologie des climats de la France métropolitaine dans laquelle la commune est exposée à un climat océanique altéré et est dans la région climatique Moyenne vallée de la Loire, caractérisée par une bonne insolation (1 850 h/an) et un été peu pluvieux.
Pour la période 1971-2000, la température annuelle moyenne est de 11 °C, avec une amplitude thermique annuelle de 14,6 °C. Le cumul annuel moyen de précipitations est de 720 mm, avec 10,9 jours de précipitations en janvier et 7 jours en juillet. Pour la période 1991-2020, la température moyenne annuelle observée sur la station météorologique de Météo-France la plus proche, sur la commune de Saint-Christophe-sur-le-Nais à 17 km à vol d'oiseau, est de 12,1 °C et le cumul annuel moyen de précipitations est de 682,2 mm,. Pour l'avenir, les paramètres climatiques de la commune estimés pour 2050 selon différents scénarios d'émission de gaz à effet de serre sont consultables sur un site dédié publié par Météo-France en novembre 2022.

## Urbanisme

### Typologie
Au 1er janvier 2024, Villedieu-le-Château est catégorisée commune rurale à habitat très dispersé, selon la nouvelle grille communale de densité à sept niveaux définie par l'Insee en 2022.
Elle est située hors unité urbaine et hors attraction des villes,.

### Occupation des sols
L'occupation des sols est marquée par l'importance des espaces agricoles et naturels (96,8 %). La répartition détaillée ressortant de la base de données européenne d'occupation biophysique des sols Corine Land Cover millésimée 2012 est la suivante : 
terres arables (11,6 %), 
cultures permanentes (0,6 %), 
zones agricoles hétérogènes (15,4 %), 
prairies (3,5 %), 
forêts (65,2 %), 
milieux à végétation arbustive ou herbacée (0,7 %), 
zones urbanisées (1 %), 
espaces verts artificialisés non agricoles (0,5 %), 
zones industrielles et commerciales et réseaux de communication (1,7 %), 

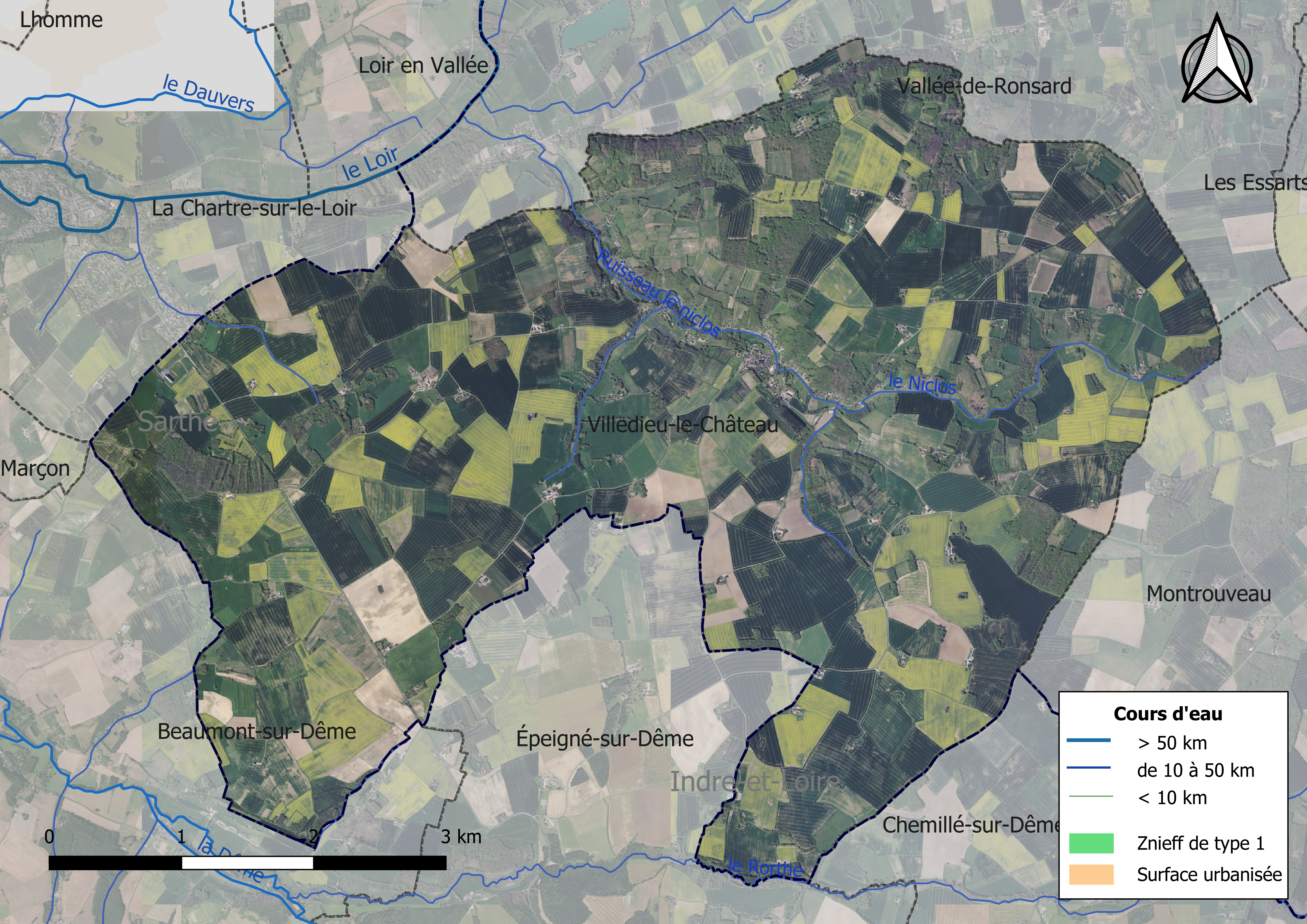
Carte orthophotogrammétrique de la commune.

eaux continentales (0,5 %).

### Planification
La loi SRU du 13 décembre 2000 a incité fortement les communes à se regrouper au sein d'un établissement public, pour déterminer les partis d'aménagement de l'espace au sein d'un SCoT, un document essentiel d'orientation stratégique des politiques publiques à une grande échelle. La commune est dans le territoire du  SCOT des Territoires du Grand Vendômois, approuvé en 2006 et dont la révision a été prescrite en 2017, pour tenir compte de l'élargissement de périmètre,.
En matière de planification, la commune disposait en 2017 d'une carte communale approuvée. Par ailleurs, à la suite de la loi ALUR (loi pour l'accès au logement et un urbanisme rénové) de mars 2014, un plan local d'urbanisme intercommunal couvrant le territoire de la communauté d'agglomération Territoires Vendômois a été prescrit le 14 décembre 2015.

### Habitat et logement
Le tableau ci-dessous présente la typologie des logements à Villedieu-le-Château en 2016 en comparaison avec celle du Loir-et-Cher et de la France entière. Une caractéristique marquante du parc de logements est ainsi une proportion de résidences secondaires et logements occasionnels (21,1 %) supérieure à celle du département (18 %) et à celle de la France entière (9,6 %). Concernant le statut d'occupation de ces logements, 91,1 % des habitants de la commune sont propriétaires de leur logement (90,1 % en 2011), contre 68,1 % pour le Loir-et-Cher et 57,6 pour la France entière.
|                                                         | Villedieu-le-Château | Loir-et-Cher | France entière |
| ------------------------------------------------------- | -------------------- | ------------ | -------------- |
| Résidences principales (en %)                           | 67,0                 | 74,5         | 82,3           |
| Résidences secondaires et logements occasionnels (en %) | 21,1                 | 18           | 9,6            |
| Logements vacants (en %)                                | 11,9                 | 7,5          | 8,1            |

### Risques majeurs
Le territoire communal de Villedieu-le-Château est vulnérable à différents aléas naturels : climatiques (hiver exceptionnel ou canicule), mouvements de terrains ou sismique (sismicité très faible),.
Les mouvements de terrains susceptibles de se produire sur la commune sont soit liés au retrait-gonflement des argiles, soit des chutes de blocs, soit des glissements de terrains, soit des effondrements liés à des cavités souterraines. Le phénomène de retrait-gonflement des argiles est la conséquence d'un changement d'humidité des sols argileux. Les argiles sont capables de fixer l'eau disponible mais aussi de la perdre en se rétractant en cas de sécheresse. Ce phénomène peut provoquer des dégâts très importants sur les constructions (fissures, déformations des ouvertures) pouvant rendre inhabitables certains locaux. La carte de zonage de cet aléa peut être consultée sur le site de l'observatoire national des risques naturels Georisques. Une autre carte permet de prendre connaissance des cavités souterraines localisées sur la commune.

## Toponymie

### Évolution du nom de la commune
Sous la Révolution, la volonté de déchristianiser la société française et de soutenir le nouveau gouvernement (appelé première commune de Paris), mais aussi la montée du culte de l'Être suprême requièrent un changement du toponyme : par délibération du conseil général de la commune, et en application du décret du 25 vendémiaire an II (16 octobre 1793), la commune nouvellement créée de Villedieu-en-Beauce adopta ainsi temporairement le nom de Commune-Être-Suprême,.
C'est en 1922 que la commune a adopté son nom actuel, Villedieu-le-Château, en vertu du décret du 22 novembre de la même année. Ce changement de nom s'est accompagné de l'adoption d'un nouveau gentilé : casthéopolitain (littéralement : « habitant de la cité divine au château », mélange entre le latin castellum, le grec theós et le grec polis).

## Histoire

### Avant la Révolution
Renaud de Vendôme, évêque de Paris, était en possession du domaine « Villa Dei », Villedieu, qui doit son origine à une église, dédiée à la vierge Marie, élevée dans la forêt de Gastines en 1035, près de la « fontaine Roisson », par son neveu Geoffroy Martel, comte de Vendôme, et donnée en 1037 à l'abbaye de la Trinité, qu'il venait de créer. Cette église du prieuré fut reconstruite au XIIe siècle, ainsi qu'en témoignent les parties qui subsistent.
Pendant la guerre de Cent Ans, vers 1385, le prieuré fut entouré d'un mur de défense et devint un véritable château fort, qui fut en 1589 assiégé par les Ligueurs.
En 1492, l'église tombant en ruines, l'abbé de la Trinité, Louis de Crevant, décida de construire une église neuve en dehors de l'enceinte. Seuls le transept et le chœur de l'ancienne église furent restaurés et conservés comme chapelle du prieuré sous le vocable de Notre-Dame de Pitié. Cette chapelle, qui était le but d'un pèlerinage très fréquenté, fut vendue comme bien national en 1793. Elle devait être rendue au culte par son acquéreur en 1805, lorsqu'elle s'écroula.

### Révolution française et Empire

#### Nouvelle organisation territoriale
Le décret de l'Assemblée nationale du 12 novembre 1789 décrète qu'« il y aura une municipalité dans chaque ville, bourg, paroisse ou communauté de campagne », mais ce n'est qu'avec le décret de la Convention nationale du 10 brumaire an II (31 octobre 1793) que la paroisse de Villedieu-en-Beauce devient formellement « commune de Villedieu-en-Beauce »,.
En 1790, dans le cadre de la création des départements, la municipalité est rattachée au canton de Villedieu et au district de Vendôme. Les cantons sont supprimés, en tant que découpage administratif, par une loi du 26 juin 1793, et ne conservent qu'un rôle électoral, permettant l'élection des électeurs du second degré chargés de désigner les députés,. La Constitution du 5 fructidor an III, appliquée à partir de vendémiaire an IV (1795) supprime les districts, considérés comme des rouages administratifs liés à la Terreur, mais maintient les cantons qui acquièrent dès lors plus d'importance en retrouvant une fonction administrative. Enfin, sous le Consulat, un redécoupage territorial visant à réduire le nombre de justices de paix ramène le nombre de cantons en Loir-et-Cher de 33 à 24. Villedieu-en-Beauce est alors rattachée au canton de Montoire et à l'arrondissement de Vendôme par arrêté du 5 vendémiaire an X (26 septembre 1801),,. Cette organisation va rester inchangée pendant près de 150 ans.

## Politique et administration

### Découpage territorial
La commune de Villedieu-le-Château est membre de la communauté d'agglomération Territoires Vendômois, un établissement public de coopération intercommunale (EPCI) à fiscalité propre créé le 1er janvier 2017.
Elle est rattachée sur le plan administratif à l'arrondissement de Vendôme, au département de Loir-et-Cher et à la région Centre-Val de Loire, en tant que circonscriptions administratives. Sur le plan électoral, elle est rattachée au canton de Montoire-sur-le-Loir depuis 2015 pour l'élection des conseillers départementaux et à la troisième circonscription de Loir-et-Cher pour les élections législatives.

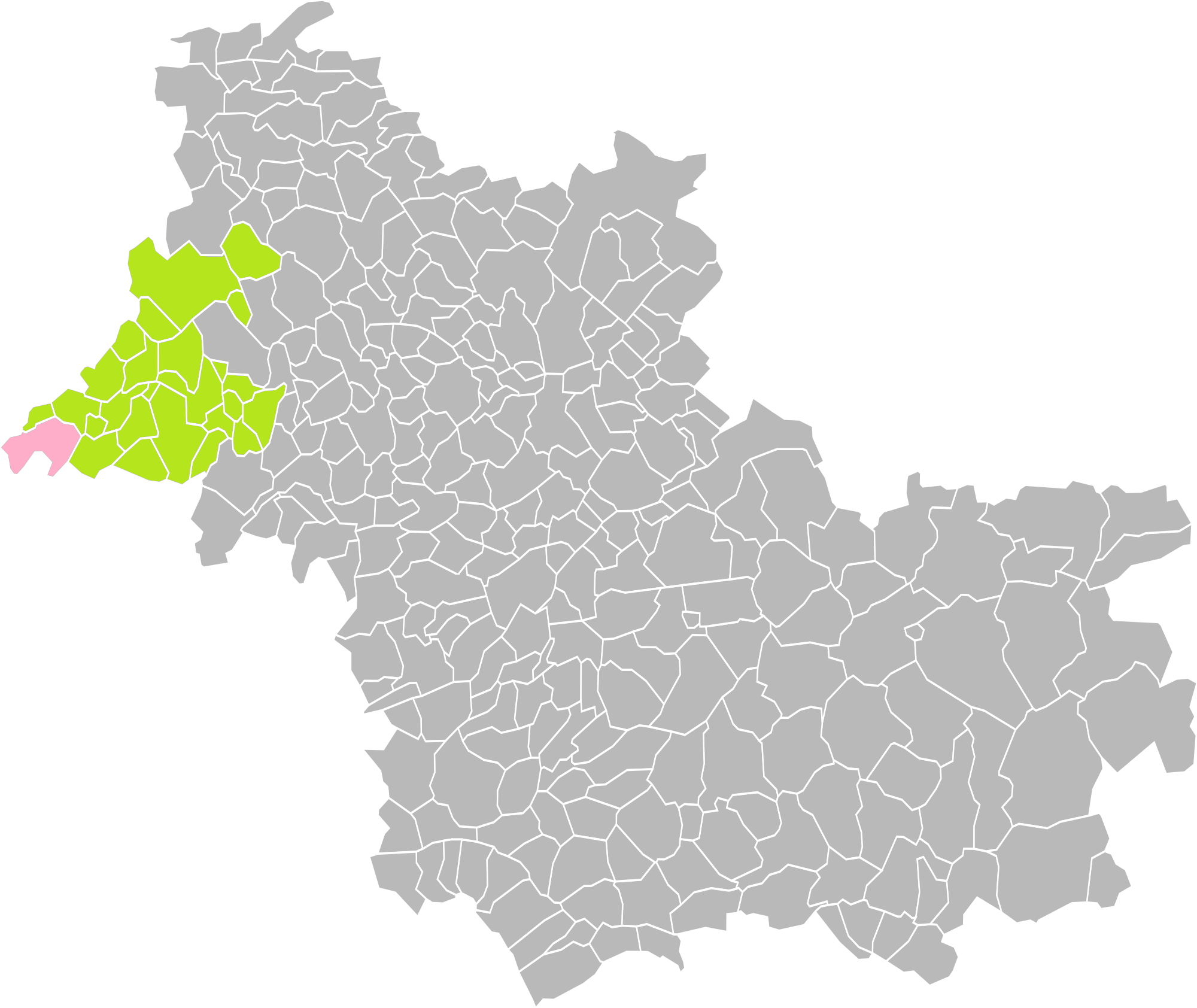
Villedieu-le-Château dans l'intercommunalité en 2016.
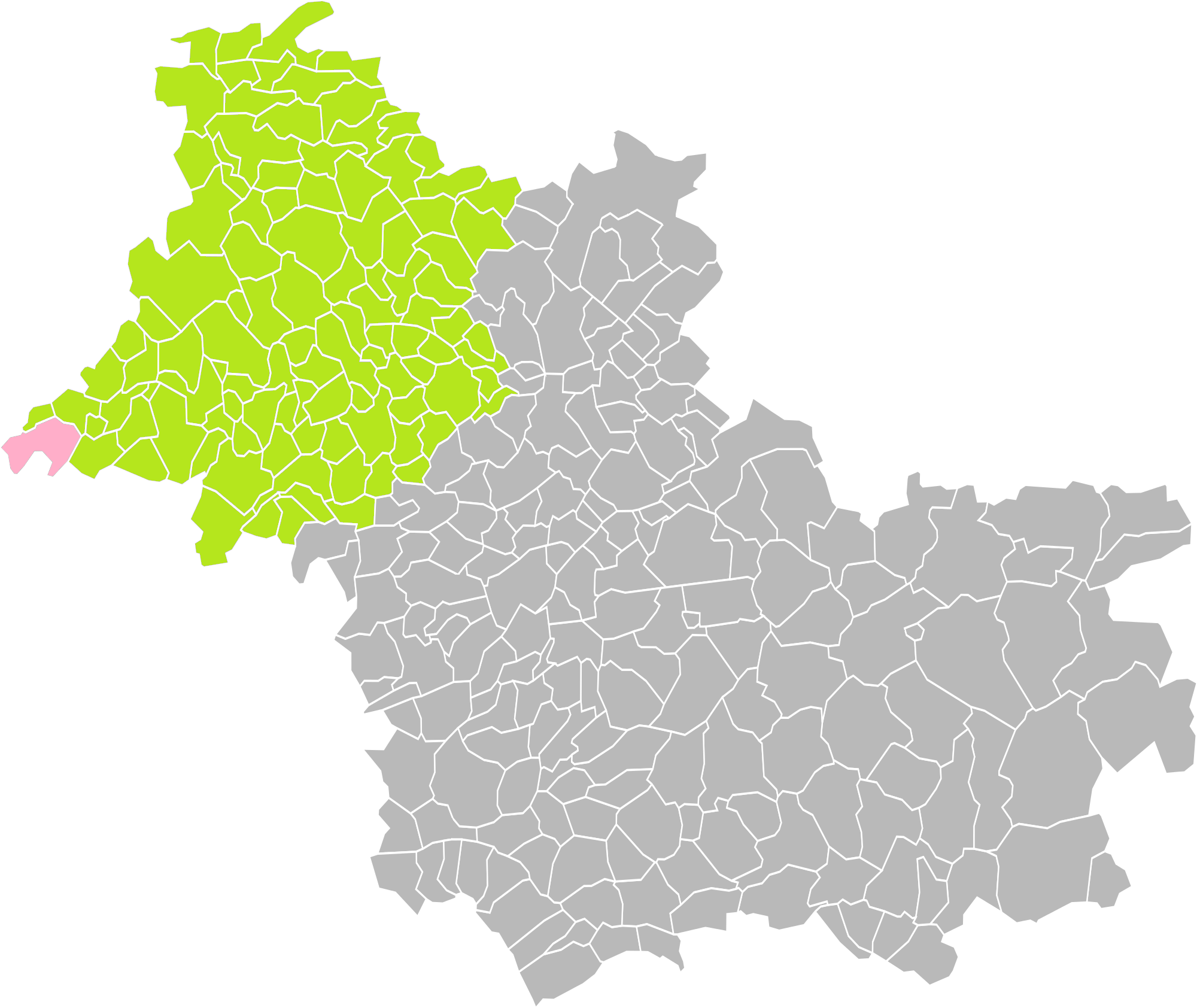
Villedieu-le-Château dans l'arrondissement de Vendôme en 2016.
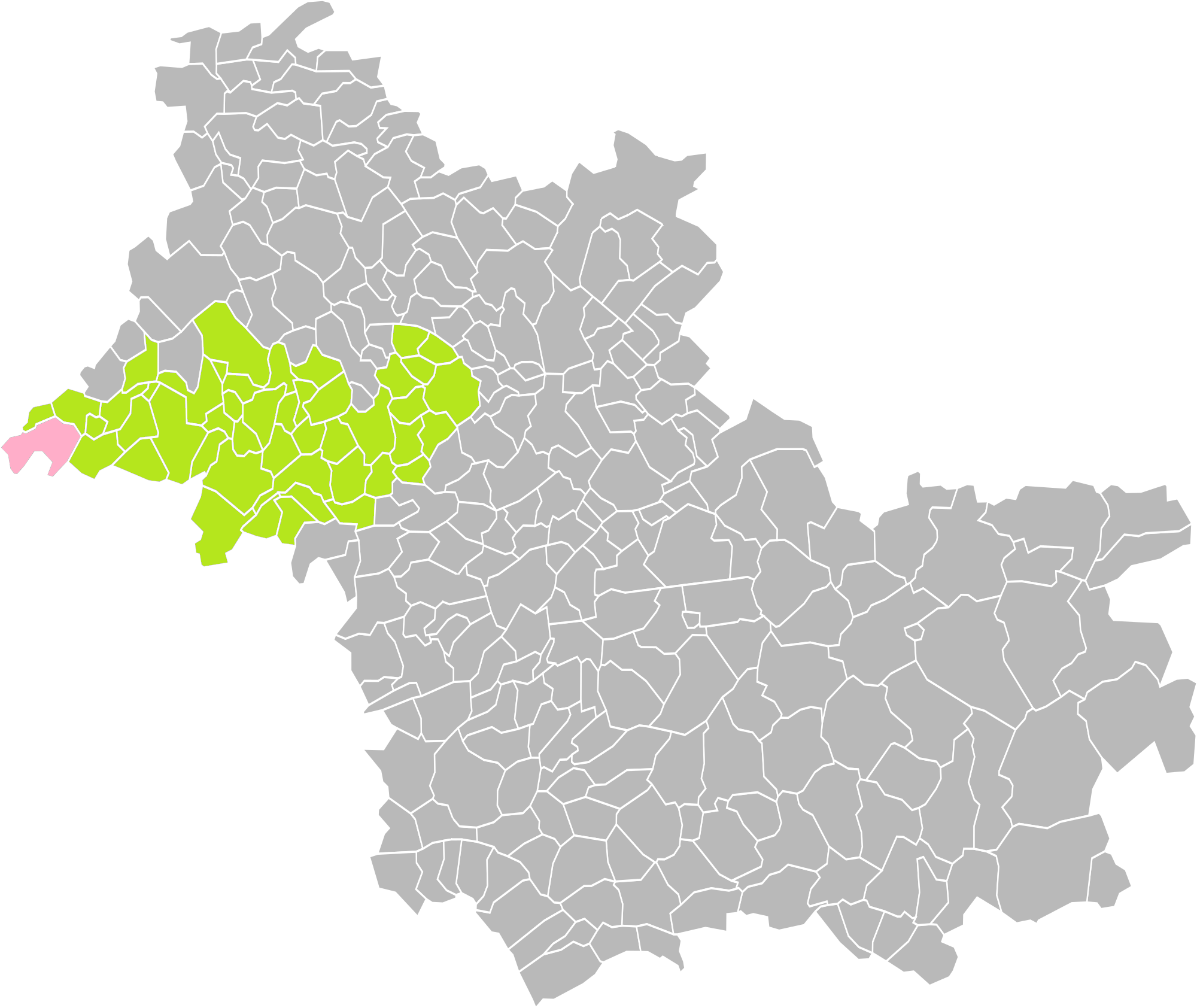
Villedieu-le-Château dans le canton de Montoire-sur-le-Loir en 2016.

### Politique et administration municipale

#### Conseil municipal et maire
Le conseil municipal de Villedieu-le-Château, commune de moins de 1 000 habitants, est élu au scrutin majoritaire plurinominal avec listes ouvertes et panachage. Compte tenu de la population communale, le nombre de sièges au conseil municipal est de 11. Le maire, à la fois agent de l'État et exécutif de la commune en tant que collectivité territoriale, est élu par le conseil municipal au scrutin secret lors de la première réunion du conseil suivant les élections municipales, pour un mandat de six ans, c'est-à-dire pour la durée du mandat du conseil.
| Période                                  | Période      | Identité                    | Étiquette | Qualité                                                  |
| ---------------------------------------- | ------------ | --------------------------- | --------- | -------------------------------------------------------- |
| 1792                                     | 1793         | Gervais Drouot              |           |                                                          |
| 1793                                     | an II        | Julien Belot                |           |                                                          |
| an II                                    | 1808         | René-Charles Moreau         |           |                                                          |
| 1808                                     | 1824         | Jacques-Pesson Maisonneuve  |           |                                                          |
| 1824                                     | 1824         | Louis Pesson-Maisonneuve    |           |                                                          |
| 1824                                     | 1827         | Paul-Théophile Pesson       |           |                                                          |
| 1827                                     | 1831         | Jacques Pesson-Mainsonneuve |           |                                                          |
| 1851                                     | 1865         | René-Charles Touchard       |           |                                                          |
| 1865                                     | 1837         | Théophile Toutant           |           |                                                          |
| 1837                                     | 1837         | Joseph Barrault             |           |                                                          |
| 1837                                     | 1851         | Vincent-René Moreau         |           |                                                          |
| 1865                                     | 1870         | Charles Donnay              |           |                                                          |
| 1870                                     | 1871         | René-Cyr Braillard          |           |                                                          |
| 1871                                     | 1871         | Louis Doron                 |           |                                                          |
| 1871                                     | 1876         | Charles Chenesseau          |           |                                                          |
| 1876                                     | 1881         | François Vigneau            |           |                                                          |
| 1881                                     | 1897         | Denis Fandeux               |           |                                                          |
| 1897                                     |              | Eugène Augereau             |           |                                                          |
| Les données manquantes sont à compléter. |              |                             |           |                                                          |
| 1983                                     | 1995         | Louis Jouzeau               | RPR       |                                                          |
| mars 1995                                | mars 2008    | Georges Cornet              | -         |                                                          |
| mars 2008                                | octobre 2008 | Jean-Pierre Jouanneau       | -         |                                                          |
| novembre 2008                            | mai 2020     | Jean-Yves Narquin           | RN        | Retraité des artisans, commerçants et chefs d'entreprise |
| mai 2020                                 | En cours     | Alain Verite,               |           | Agriculteur sur moyenne exploitation                     |
| Les données manquantes sont à compléter. |              |                             |           |                                                          |

## Équipements et services

### Eau et assainissement
L'organisation de la distribution de l'eau potable, de la collecte et du traitement des eaux usées et pluviales relève des communes. La compétence eau et assainissement des communes est un service public industriel et commercial (SPIC).

#### Alimentation en eau potable
Le service d'eau potable comporte trois grandes étapes : le captage, la potabilisation et la distribution d'une eau potable conforme aux normes de qualité fixées pour protéger la santé humaine. En 2019, la commune est membre du syndicat intercommunal d'adduction d'eau potable de Couture-sur-Loir qui assure le service en le délégant à une entreprise privée, Suez.

#### Assainissement des eaux usées
En 2019, la commune de Villedieu-le-Château gère le service d'assainissement collectif en régie directe, c'est-à-dire avec ses propres personnels, avec le statut de régie à autonomie financière.
Une station de traitement des eaux usées est en service au 1er janvier 2019 sur le territoire communal : 
« Le Château », un équipement utilisant la technique des disques biologiques, dont la capacité est de 400 EH, mis en service le 1er mai 2000.
L'assainissement non collectif (ANC) désigne les installations individuelles de traitement des eaux domestiques qui ne sont pas desservies par un réseau public de collecte des eaux usées et qui doivent en conséquence traiter elles-mêmes leurs eaux usées avant de les rejeter dans le milieu naturel. La communauté d'agglomération Territoires Vendômois assure pour le compte de la commune le service public d'assainissement non collectif (SPANC), qui a pour mission de vérifier la bonne exécution des travaux de réalisation et de réhabilitation, ainsi que le bon fonctionnement et l'entretien des installations.

### Sécurité, justice et secours
La sécurité de la commune est assurée par la brigade de gendarmerie de Montoire-sur-le-Loir qui dépend du groupement de gendarmerie départementale de Loir-et-Cher installé à Blois.
En matière de justice, Villedieu-le-Château relève du conseil de prud'hommes de Blois, de la Cour d'appel d'Orléans (juridiction de Blois), de la Cour d'assises de Loir-et-Cher, du tribunal administratif de Blois, du tribunal de commerce de Blois et du tribunal judiciaire de Blois.

## Population et société

### Démographie

#### Évolution démographique
L'évolution du nombre d'habitants est connue à travers les recensements de la population effectués dans la commune depuis 1793. Pour les communes de moins de 10 000 habitants, une enquête de recensement portant sur toute la population est réalisée tous les cinq ans, les populations de référence des années intermédiaires étant quant à elles estimées par interpolation ou extrapolation. Pour la commune, le premier recensement exhaustif entrant dans le cadre du nouveau dispositif a été réalisé en 2007.

En 2022, la commune comptait 384 habitants, en évolution de −6,57 % par rapport à 2016 (Loir-et-Cher : −1,15 %, France hors Mayotte : +2,11 %).
| 1793  | 1800  | 1806  | 1821  | 1831  | 1836  | 1841  | 1846  | 1851  |
| ----- | ----- | ----- | ----- | ----- | ----- | ----- | ----- | ----- |
| 1 180 | 1 206 | 1 307 | 1 323 | 1 303 | 1 241 | 1 250 | 1 212 | 1 203 |

| 1856  | 1861  | 1866  | 1872 | 1876 | 1881 | 1886 | 1891 | 1896 |
| ----- | ----- | ----- | ---- | ---- | ---- | ---- | ---- | ---- |
| 1 180 | 1 108 | 1 013 | 949  | 943  | 905  | 938  | 963  | 999  |

| 1901 | 1906 | 1911 | 1921 | 1926 | 1931 | 1936 | 1946 | 1954 |
| ---- | ---- | ---- | ---- | ---- | ---- | ---- | ---- | ---- |
| 955  | 967  | 949  | 771  | 788  | 758  | 800  | 798  | 761  |

| 1962 | 1968 | 1975 | 1982 | 1990 | 1999 | 2006 | 2007 | 2012 |
| ---- | ---- | ---- | ---- | ---- | ---- | ---- | ---- | ---- |
| 774  | 719  | 605  | 553  | 462  | 420  | 410  | 409  | 409  |

| 2017 | 2022 | - | - | - | - | - | - | - |
| ---- | ---- | - | - | - | - | - | - | - |
| 414  | 384  | - | - | - | - | - | - | - |

#### Pyramide des âges
La population de la commune est relativement âgée.
En 2018, le taux de personnes d'un âge inférieur à 30 ans s'élève à 16,7 %, soit en dessous de la moyenne départementale (31,3 %). À l'inverse, le taux de personnes d'âge supérieur à 60 ans est de 48,5 % la même année, alors qu'il est de 31,6 % au niveau départemental.
En 2018, la commune comptait 208 hommes pour 198 femmes, soit un taux de 51,23 % d'hommes, largement supérieur au taux départemental (48,55 %).
Les pyramides des âges de la commune et du département s'établissent comme suit.
| Hommes | Classe d’âge | Femmes |
| ------ | ------------ | ------ |
| 2,0    | 90 ou +      | 2,1    |
| 13,1   | 75-89 ans    | 14,3   |
| 31,9   | 60-74 ans    | 33,8   |
| 20,2   | 45-59 ans    | 19,9   |
| 14,9   | 30-44 ans    | 14,3   |
| 7,4    | 15-29 ans    | 7,7    |
| 10,6   | 0-14 ans     | 7,8    |

| Hommes | Classe d’âge | Femmes |
| ------ | ------------ | ------ |
| 1,1    | 90 ou +      | 2,6    |
| 9,2    | 75-89 ans    | 11,9   |
| 19,7   | 60-74 ans    | 20,4   |
| 20,7   | 45-59 ans    | 20     |
| 16,5   | 30-44 ans    | 16,2   |
| 15,2   | 15-29 ans    | 13,2   |
| 17,6   | 0-14 ans     | 15,7   |

## Économie

### Secteurs d'activité
Le tableau ci-dessous détaille le nombre d'entreprises implantées à Villedieu-le-Château selon leur secteur d'activité et le nombre de leurs salariés :
|                                                              | total | % com (% dep) | 0 salarié | 1 à 9 salarié(s) | 10 à 19 salariés | 20 à 49 salariés | 50 salariés ou plus |
| ------------------------------------------------------------ | ----- | ------------- | --------- | ---------------- | ---------------- | ---------------- | ------------------- |
| Ensemble                                                     | 46    | 100,0 (100)   | 38        | 8                | 0                | 0                | 0                   |
| Agriculture, sylviculture et pêche                           | 19    | 41,3 (11,8)   | 15        | 4                | 0                | 0                | 0                   |
| Industrie                                                    | 2     | 4,3 (6,5)     | 2         | 0                | 0                | 0                | 0                   |
| Construction                                                 | 10    | 21,7 (10,3)   | 9         | 1                | 0                | 0                | 0                   |
| Commerce, transports, services divers                        | 13    | 28,3 (57,9)   | 12        | 1                | 0                | 0                | 0                   |
| dont commerce et réparation automobile                       | 6     | 13,0 (17,5)   | 6         | 0                | 0                | 0                | 0                   |
| Administration publique, enseignement, santé, action sociale | 2     | 4,3 (13,5)    | 0         | 2                | 0                | 0                | 0                   |
| Champ : ensemble des activités.                              |       |               |           |                  |                  |                  |                     |

Le secteur agricole est important puisqu'il représente 41,3 % du nombre d'entreprises de la commune (19 sur 46), contre 11,8 % au niveau départemental.
Sur les 46 entreprises implantées à Villedieu-le-Château en 2016, 38 ne font appel à aucun salarié et 8 comptent 1 à 9 salariés.
Au 1er juillet 2017, la commune est classée en zone de revitalisation rurale (ZRR), un dispositif visant à aider le développement des territoires ruraux principalement à travers des mesures fiscales et sociales. Des mesures spécifiques en faveur du développement économique s'y appliquent également.

### Agriculture
En 2010, l'orientation technico-économique de l'agriculture sur la commune est la polyculture et le polyélevage. Le département a perdu près d'un quart de ses exploitations en 10 ans, entre 2000 et 2010 (c'est le département de la région Centre-Val de Loire qui en compte le moins). Cette tendance se retrouve également au niveau de la commune où le nombre d'exploitations est passé de 70 en 1988 à 27 en 2000 puis à 22 en 2010. Parallèlement, la taille de ces exploitations augmente, passant de 33 ha en 1988 à 112 ha en 2010.
Le tableau ci-dessous présente les principales caractéristiques des exploitations agricoles de Villedieu-le-Château, observées sur une période de 22 ans : 
|                                      | 1988                 | 2000                 | 2010                 |
| Dimension économique                 | Dimension économique | Dimension économique | Dimension économique |
| ------------------------------------ | -------------------- | -------------------- | -------------------- |
| Nombre d'exploitations (u)           | 70                   | 27                   | 22                   |
| Travail (UTA)                        | 62                   | 29                   | 28                   |
| Surface agricole utilisée (ha)       | 2 279                | 2 324                | 2 472                |
| Cultures                             |                      |                      |                      |
| Terres labourables (ha)              | 1 880                | 2 075                | 2 286                |
| Céréales (ha)                        | 1257                 | 1306                 | 1371                 |
| dont blé tendre (ha)                 | 619                  | 1090                 | 1020                 |
| dont maïs-grain et maïs-semence (ha) | 508                  | 52                   | 57                   |
| Tournesol (ha)                       | 349                  | s                    | 295                  |
| Colza et navette (ha)                | 79                   | 310                  | s                    |
| Élevage                              |                      |                      |                      |
| Cheptel (UGBTA)                      | 886                  | 578                  | 1426                 |

#### Produits labellisés
La commune de Villedieu-le-Château est située dans l'aire de l'appellation d'origine protégée (AOP)  de deux produits : un fromage (le Sainte-maure-de-touraine) et un vin (les Coteaux-du-vendômois).
Le territoire de la commune est également intégré aux aires de productions de divers produits bénéficiant d'une indication géographique protégée (IGP) : le bœuf du Maine, les porcs de la Sarthe, les rillettes de Tours, le vin Val-de-loire, les volailles de Loué, les volailles de l’Orléanais, les volailles du Maine et les œufs de Loué,.

Quelques produits labellisés de Villedieu-le-Château.
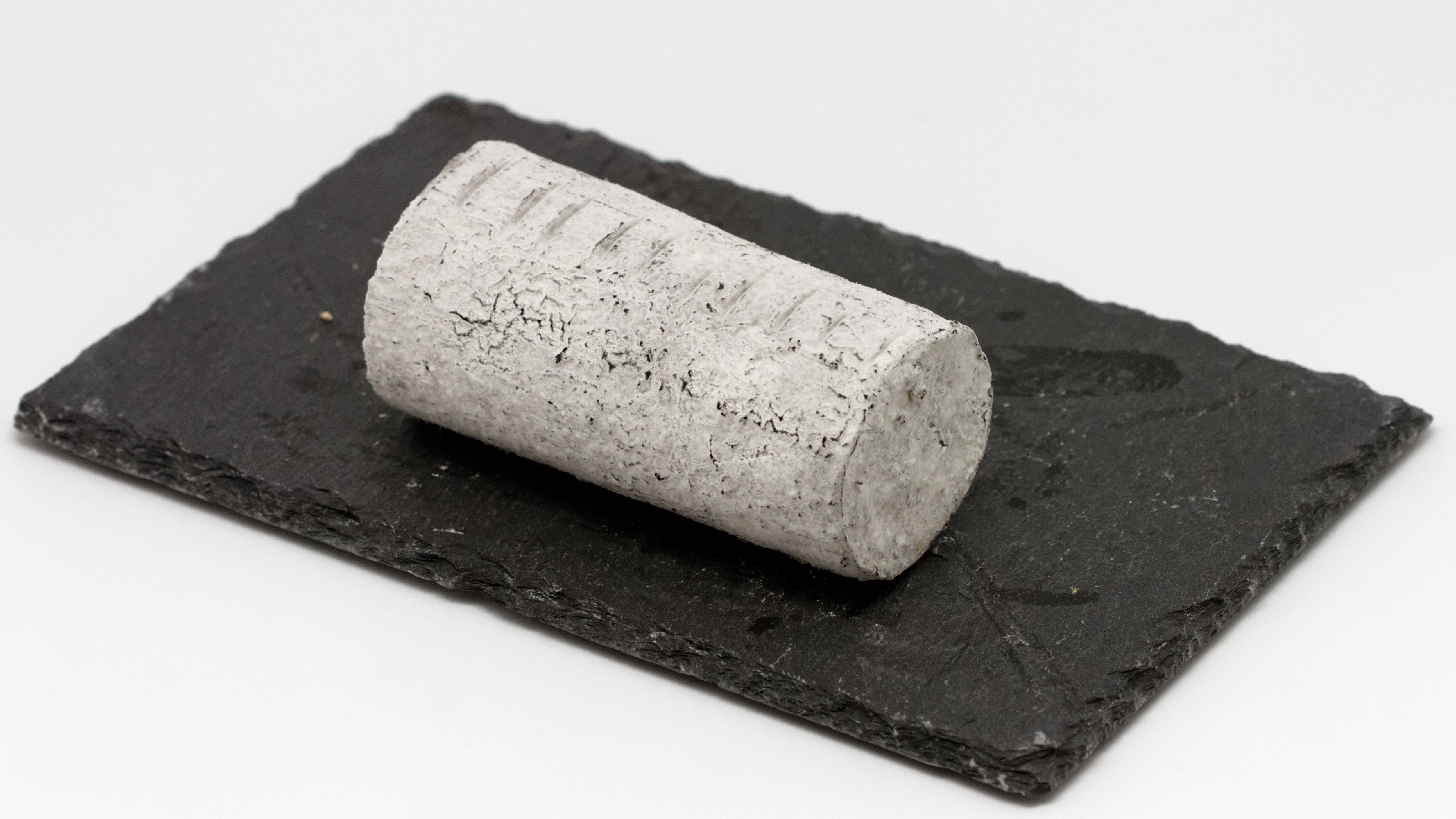
Sainte-maure-de-touraine.
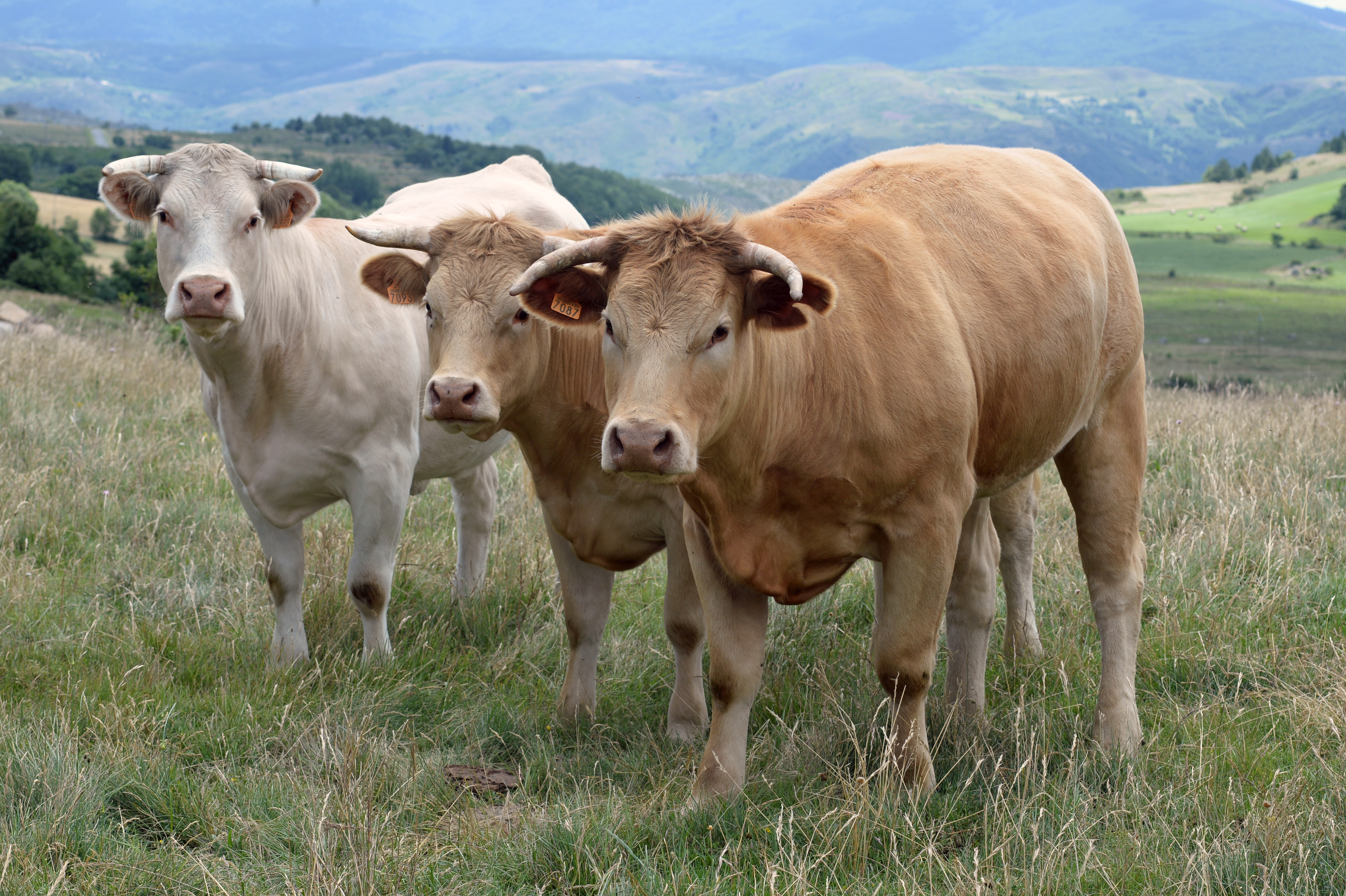
Bœuf du Maine.

## Culture locale et patrimoine

### Lieux et monuments
- Prieuré Saint-Jean-Baptiste de Villedieu-le-Château. Symbole identitaire de la commune de Villedieu-le-Château, le prieuré transformé en château-fort, XIVe siècle, porte la marque du temps. Des travaux de mise en sécurité engagés en 2010 permettent de maintenir ce lieu à disposition des visiteurs.

Tour à tour ravagé par la guerre de Cent Ans, reconstruit et fortifié en 1379, le prieuré fut le témoin d'une importante vie religieuse, rythmée par les pèlerinages à la Vierge. À sa vente comme bien national en 1805, un voisin entreprit des travaux malheureux qui firent s'écrouler la majeure partie de la chapelle. Les vestiges de l'ancienne église du prieuré et son enceinte sont inscrits au titre des Monuments historiques par arrêtés des 6 avril 1929 et 14 novembre 1951.
- Église Saint-Jean-Baptiste. Consacrée le 18 octobre 1493 par Philippe de Luxembourg, évêque du Mans, elle bénéficie d'objets classés et inscrits au titre des Monuments historiques tels qu'un retable ou un groupe sculpté en hommage à la « Vierge de Pitié » du XVIIe siècle.
- Le menhir de Bouillant ou pierre du Tourne-midi, haut de 2,70 m, est situé à une centaine de mètres de la route de Couture. Les nombreux blocs dispersés dans un très proche rayon laissent supposer qu'un cromlech a pu exister autour du menhir. Le second mégalithe, le menhir des Cormiers ou pierre Druidique, a une hauteur légèrement inférieure : 2 m. Situé à 2,5 km environ du bourg de Villedieu, il passait pour avoir servi de pierre à sacrifices.

### Héraldique
|  | Les armoiries de Villedieu-le-Château se blasonnent ainsi : D'azur à la croix d'argent, au château d'or, ouvert et ajouré aussi d'argent, brochant sur le tout. Création J.-P. Fernon (1985). |

## Personnalités liées à la commune
- Claude-Nicolas Leclerc est né et a été baptisé le 25 juillet 1738, à Ville-Dieu-en Beauce (devenu de nos jours Villedieu-le-Château). Il meurt le 22 novembre 1808, à Villedieu. Avocat au Parlement de Paris, juge de paix, député suppléant à l'Assemblée nationale législative (Révolution française), accusateur public, député à la Convention montagnarde, à la Convention girondine, secrétaire de la Convention, député au conseil du Conseil des Cinq-Cents, puis secrétaire du Conseil des Cinq-Cents.